# Draft NFL 1986
Il Draft NFL 1986 si è tenuto dal 28 al 29 aprile 1986. Prima dell'inizio della stagione regolare si svolse anche un draft supplementare. La prima scelta assoluta, Bo Jackson, si rifiutò di firmare con i Tampa Bay Buccaneers e alla fine si accordò per giocare con i Kansas City Royals della Major League Baseball. Jackson alla fine debuttò nel 1987 con gli Oakland Raiders dopo che i Buccaneers avevano rinunciato ai loro diritti sul giocatore.

## Primo giro
|  | = Pro Bowler |

| Scelta | Squadra              | Giocatore         | Ruolo            | College            |
| ------ | -------------------- | ----------------- | ---------------- | ------------------ |
| 1      | Tampa Bay Buccaneers | Bo Jackson        | Running back     | Auburn             |
| 2      | Atlanta Falcons      | Tony Casillas     | Nose tackle      | Oklahoma           |
| 3      | Houston Oilers       | Jim Everett       | Quarterback      | Purdue             |
| 4      | Indianapolis Colts   | Jon Hand          | Defensive end    | Alabama            |
| 5      | St. Louis Cardinals  | Anthony Bell      | Linebacker       | Michigan State     |
| 6      | New Orleans Saints   | Jim Dombrowski    | Offensive tackle | Virginia           |
| 7      | Kansas City Chiefs   | Brian Jozwiak     | Offensive Tackle | West Virginia      |
| 8      | San Diego Chargers   | Leslie O'Neal     | Defensive End    | Oklahoma State     |
| 9      | Pittsburgh Steelers  | John Rienstra     | Guardia          | Temple             |
| 10     | Philadelphia Eagles  | Keith Byars       | Running Back     | Ohio State         |
| 11     | Cincinnati Bengals   | Joe Kelly         | Linebacker       | Washington         |
| 12     | Detroit Lions        | Chuck Long        | Quarterback      | Iowa               |
| 13     | San Diego Chargers   | James Fitzpatrick | Offensive Tackle | USC                |
| 14     | Minnesota Vikings    | Gerald Robinson   | Defensive End    | Auburn             |
| 15     | Seattle Seahawks     | John L. Williams  | Running Back     | Florida            |
| 16     | Buffalo Bills        | Ronnie Harmon     | Running Back     | Iowa               |
| 17     | Atlanta Falcons      | Tim Green         | Linebacker       | Syracuse           |
| 18     | Dallas Cowboys       | Mike Sherrard     | Wide receiver    | UCLA               |
| 19     | New York Giants      | Eric Dorsey       | Defensive End    | Notre Dame         |
| 20     | Buffalo Bills        | Will Wolford      | Offensive Tackle | Vanderbilt         |
| 21     | Cincinnati Bengals   | Tim McGee         | Wide Receiver    | Tennessee          |
| 22     | New York Jets        | Mike Haight       | Offensive Tackle | Iowa               |
| 23     | Los Angeles Rams     | Mike Schad        | Offensive Tackle | Queen's University |
| 24     | Los Angeles Raiders  | Bob Buczkowski    | Defensive End    | Pittsburgh         |
| 25     | Tampa Bay Buccaneers | Rod Jones         | Defensive back   | Southern Methodist |
| 26     | New England Patriots | Reggie Dupard     | Running Back     | Southern Methodist |
| 27     | Chicago Bears        | Neal Anderson     | Running Back     | Florida            |